# Hypoderma ferulae
Hypoderma ferulae är en svampart som beskrevs av Lantieri 2009. Hypoderma ferulae ingår i släktet Hypoderma och familjen Rhytismataceae.   Inga underarter finns listade i Catalogue of Life.